# Parcoul-Chenaud
Parcoul-Chenaud es una comuna nueva francesa situada en el departamento de Dordoña, de la región de Nueva Aquitania.

## Historia
Fue creada el 1 de enero de 2016, en aplicación de una resolución del prefecto de Dordoña de 14 de diciembre de 2015 con la unión de las comunas de Chenaud y Parcoul, pasando a estar el ayuntamiento en la antigua comuna de Parcoul.

## Demografía
| Gráfica de evolución demográfica de Parcoul-Chenaud entre 1800 y 2013 |
|                                                                       |

Los datos entre 1800 y 2013 son el resultado de sumar los parciales de las dos comunas que forman la nueva comuna de Parcoul-Chenaud, cuyos datos se han cogido de 1800 a 1999, para las comunas de Chenaud y Parcoul de la página francesa EHESS/Cassini. Los demás datos se han cogido de la página del INSEE.

## Composición
| Comuna delegada | Código INSEE | Población (2013) | Superficie (km²) | Densidad (hab./km²) |
| --------------- | ------------ | ---------------- | ---------------- | ------------------- |
| Chenaud         | 24118        | 329              | 12.58            | 26                  |
| Parcoul         | 24316        | 404              | 14.17            | 29                  |